# Plaza de la República de Croacia
La plaza de la República de Croacia (en croata: Trg Republike Hrvatske) es una de las plazas más grandes en Zagreb, la capital del país europeo de Croacia. La plaza se encuentra en la llamada "Ciudad Baja", con el edificio del Teatro Nacional Croata en su centro. A veces se le presenta como "la más hermosa plaza de Zagreb".
La plaza actual se formó en el período comprendido entre 1856 (cuando un antiguo hospital fue construido en su lado norte) y 1964 (cuando el edificio Ferimport fue erigido en el lado oeste). Sin embargo, la mayoría de los edificios con vistas a la plaza fueron construidos a finales del siglo XIX en un estilo arquitectónico historicista.
La Plaza de la República de Croacia fue la primera en la línea de tres cuadrados que forman el ala oeste de la llamada herradura de Lenuci (croata: Lenucijeva potkova), una cinta en forma de U de plazas y parques diseñados por el ingeniero Milan Lenuci a finales del siglo XIX, que marcan la parte central de Zagreb.
En agosto de 2017 la Asamblea de la ciudad de Zagreb finalizó el procedimiento para cambiar el nombre de plaza del Mariscal Tito por el de plaza de la República de Croacia.